# Нижняя Терсь

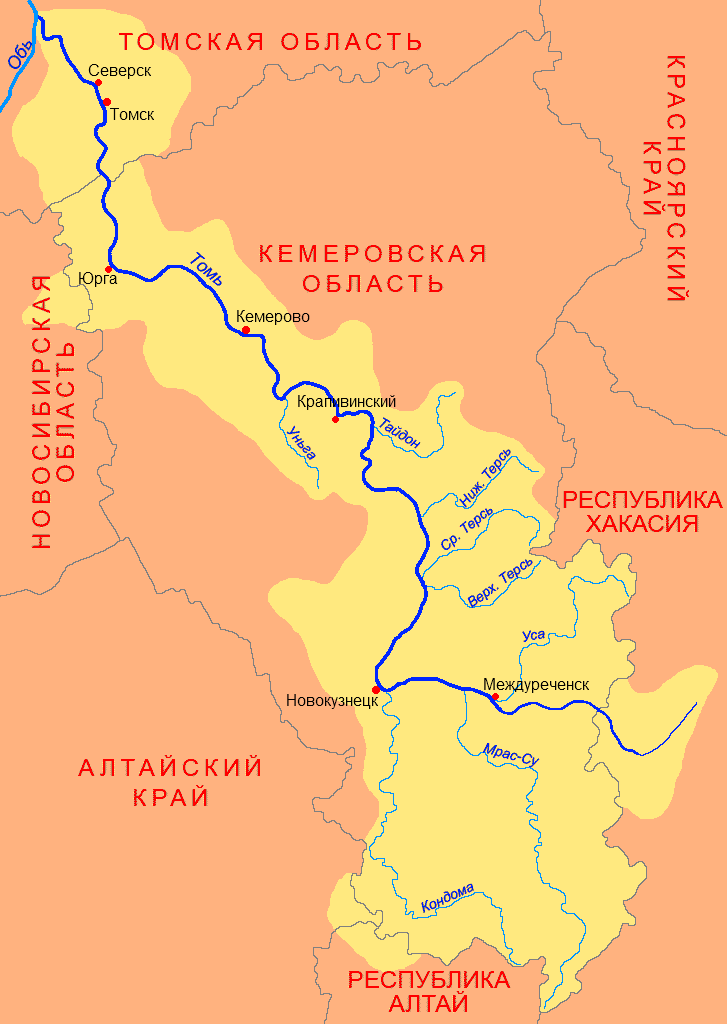
Бассейн Томи

Нижняя Терсь — река в Кемеровской области России, правый приток Томи (бассейн Оби).
Берёт своё начало в Кузнецком Алатау. Типично горная река. Протекает на значительном протяжении в узкой долине с высокими берегами. Общее падение реки от истока до устья — свыше 500 м. Русло изобилует островами и перекатами. Впадает в Томь на 474 км от устья. Находится в зоне заповедника «Кузнецкий Алатау» (с 1989 года). До учреждения заповедника в верховьях и на притоках Нижней Терси (Полудневая, Большой Заячий ручей, Северная, Пезас) велись добыча россыпного золота, промысловая охота, добыча дикоросов.
Длина — 110 км, площадь водосборного бассейна — 1210 км².

## Притоки
(указано расстояние от устья)
- 15 км: Талзас
- 31 км: Малый Пезас
- 34 км: Большой Пезас
- 39 км: Татарка
- 42 км: Мещанка
- 49 км: Широкая (Бол. Заячья)
- 63 км: Громовая
- 74 км: Акчелбак
- 75 км: Северная
  - 2 км: Малая Северная
- 98 км: Большая Полудневая

## Гидрология
Скорость течения на основном протяжении реки 0,7—1,0 м/с в межень, 3,0—4,0 м/с в паводок.
По данным наблюдений с 1958 по 1966 годы среднегодовой расход воды в 30 км от устья составляет 40,62 м³/с, наибольший приходится на май, наименьший — на март.
| Средний расход воды (м³/с) реки Нижняя Терсь по месяцам с 1958 по 1966 гг. (замеры производились на гидрологическом посту в 30 км от устья) |

## Данные водного реестра
По данным государственного водного реестра России и геоинформационной системы водохозяйственного районирования территории РФ, подготовленной Федеральным агентством водных ресурсов:
- Бассейновый округ — Верхнеобский
- Речной бассейн — (Верхняя) Обь до впадения Иртыша
- Речной подбассейн — Томь
- Водохозяйственный участок — Томь от города Новокузнецка до города Кемерово

## Топографические карты
- Лист карты N-45-XI. Масштаб: 1 : 200 000. Состояние местности на 1982 год. Издание 1987 г.
- Лист карты N-45-XVII. Масштаб: 1 : 200 000. Издание 1977 г.
- Лист карты N-45-XVI. Масштаб: 1 : 200 000. Указать дату выпуска/состояния местности.